# دار القدسي السفلى
دار القدسي السفلى هي إحدى حارات حي الظهار بمدينة إب اليمنية، بلغ تعداد سكانها 264 نسمة حسب تعداد اليمن لعام 2004.